# Barry Callebaut
Barry Callebaut AG er en schweizisk producent af chokolade og forarbejdet kakao. De producerer årligt 2,2 mio. tons kakao og chokolade.
Selskabet blev etableret i 1996 ved en fusion mellem den belgiske chokoladeproducent Callebaut og den franske virksomhed Cacao Barry. De har deres nuværende hovedkvarter i Zürich og de er tilstede i over 30 lande.